# Kataragama

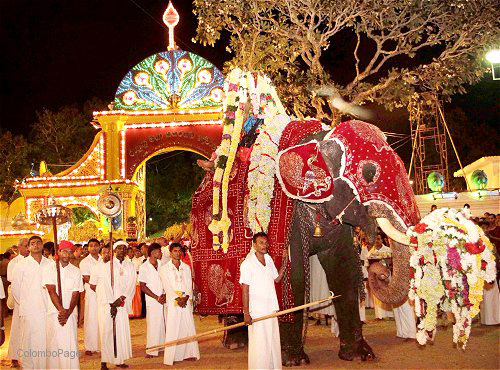
Perahera-Festival in Kataragama

Kataragama (singhalesisch කතරගම, Tamil கதிர்காமம்) ist eine Kleinstadt mit etwa 10.000 Einwohnern im Moneragala-Distrikt in der Provinz Uva im Südosten der Insel Sri Lanka (ehemals Ceylon). Kataragama gehört zu den heiligsten Orten des Landes und wird sowohl von Buddhisten als auch von Hindus besucht, die hier – neben Buddha – auch den Gott Skanda (auch Murugan oder Karttikeya) verehren.

## Lage und Klima
Die von Dschungel umgebene, am Flüsschen Menik Ganga in einer Höhe von 50 m gelegene Stadt Kataragama liegt zu Füßen des ca. 424 m hohen Kataragama Peak und ist etwa 25 km (Luftlinie) von der Küste des Indischen Ozeans entfernt. Tissamaharama, die alte Hauptstadt des Königreichs Ruhuna befindet sich etwa 20 km (Fahrtstrecke) südwestlich. Das Klima in der nur etwa 400 km nördlich des Äquators gelegenen Stadt ist meist schwülwarm; Regen (ca. 800–1300 mm/Jahr) fällt übers Jahr verteilt.

## Wirtschaft
Landwirtschaft und Pilgertourismus sind die wesentlichen Einnahmequellen der Stadt.

## Geschichte
Kataragama war im 3./2. Jahrhundert v. Chr. zeitweise die Hauptstadt des singhalesischen Königreichs Ruhuna. Die immer noch existierende Kultur der dravidischen Veddas wurde überlagert. Erstmals erwähnt wird der Ort unter dem Namen Kājaragāma in der im 5./6. Jahrhundert n. Chr. entstandenen Chronik Mahāvaṃsa. Etwa im 13. Jahrhundert wurde der Ort verlassen.

## Sehenswürdigkeiten
- Der wahrscheinlich aus dem 1. Jahrhundert stammende Stupa Kiri Vehera wurde im 20. Jahrhundert umfassend restauriert.
- Der Kataragama-Tempel ist dem Hindu-Gott Murugan geweiht, wird aber auch von Buddhisten aufgesucht.
- Im Ort befindet sich auch eine kleine islamische Moschee.

Umgebung
- Kataragama ist oft Ausgangspunkt für Touren in den nahegelegenen Yala-Nationalpark.

## Perahera
Neben dem von Buddhisten und Hindus gleichermaßen organisierten Festival (perahera) von Kandy ist das alljährlich im Juli stattfindende von Kataragama das bedeutendste der Insel. Seinen abschließenden Höhepunkt erreicht es in einem frühmorgendlichen Feuerlauf.